# Paelles ciclàdiques

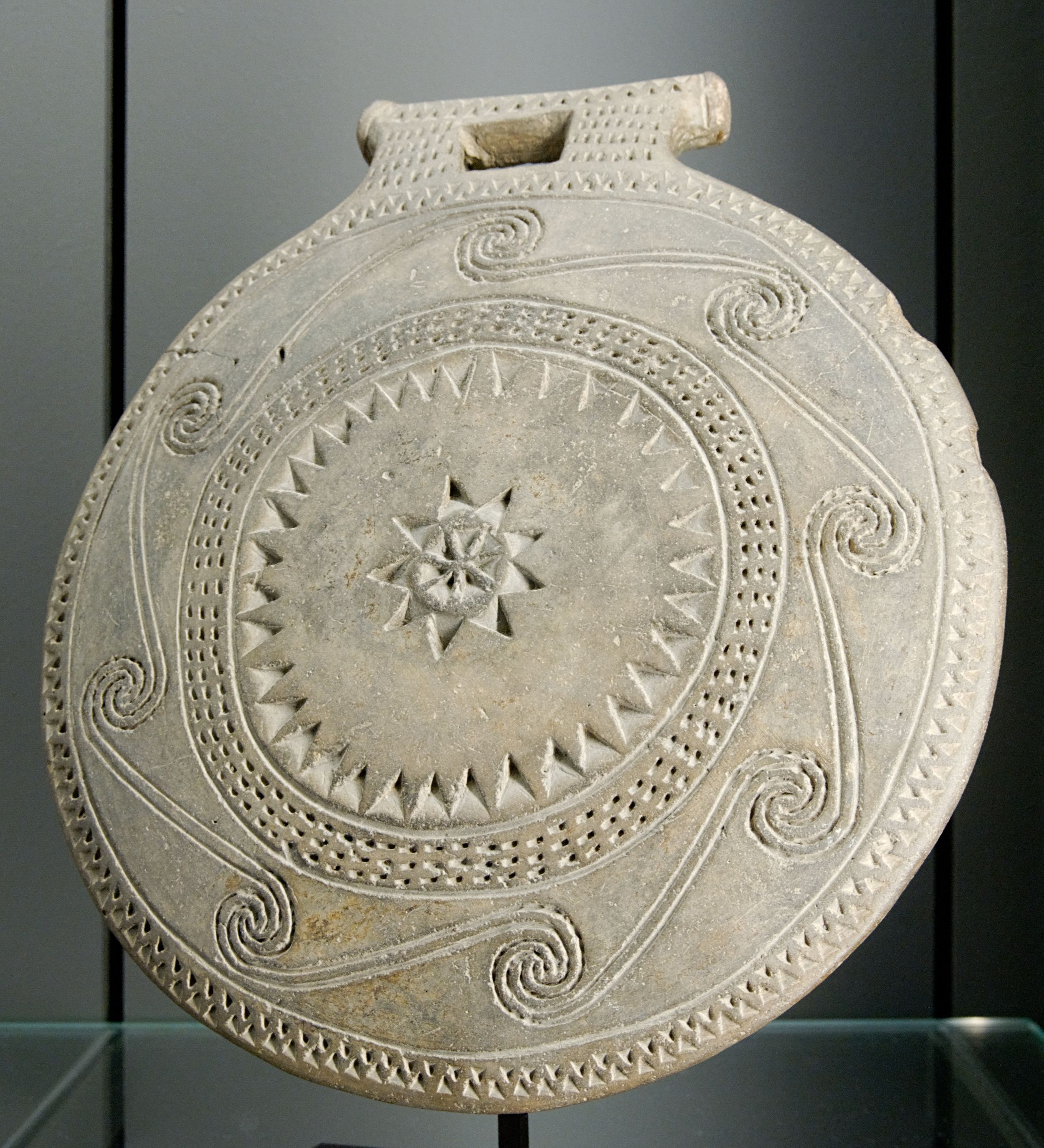
“Paella” ciclàdica amb decoració en espiral. Ciclàdic inicial I–II (ca. 2700 ae)

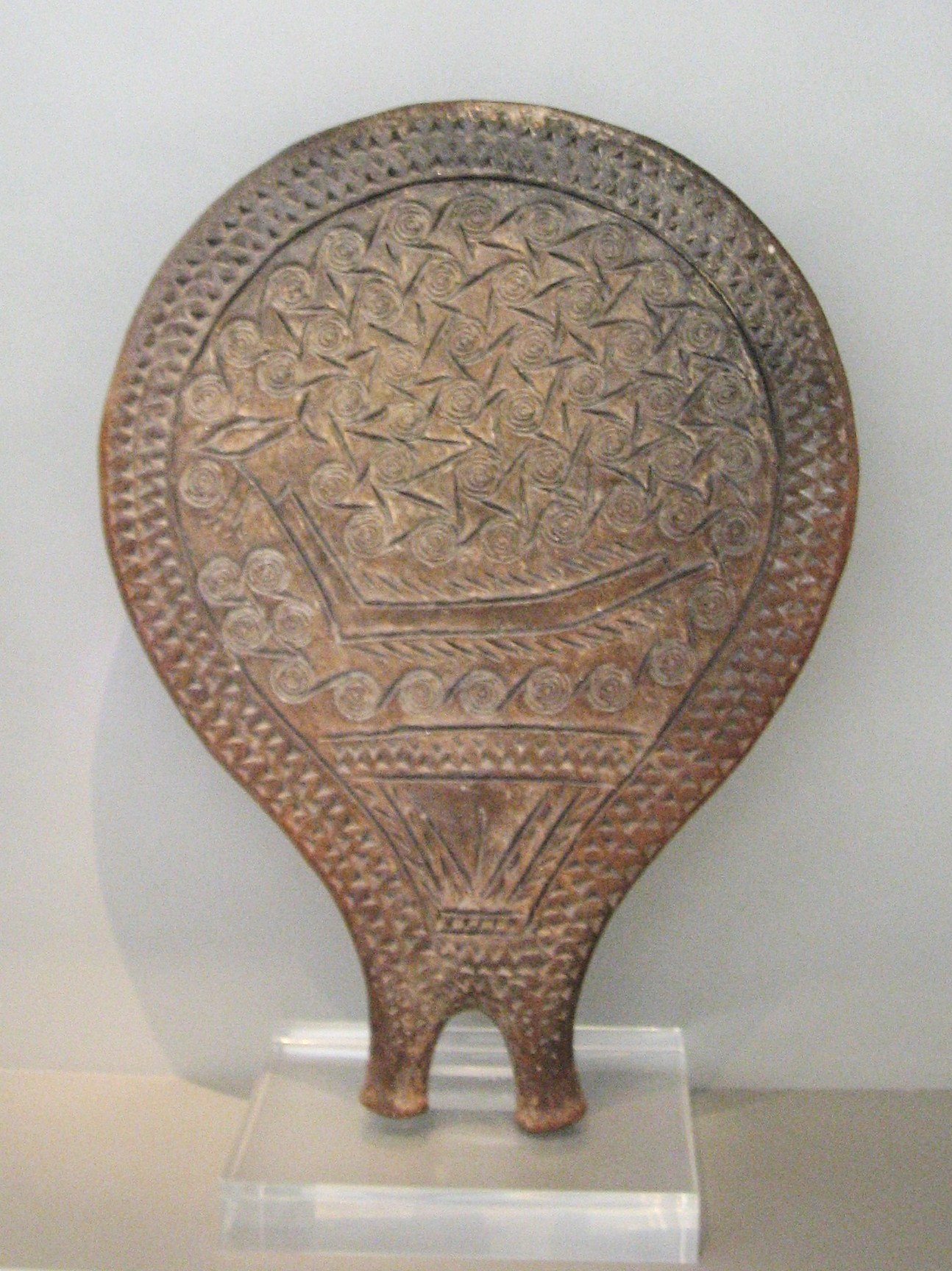
"Paella" ciclàdica amb decoració incisa. Ciclàdic inicial II, Jalandriani, Siros (cultura Keros-Siros, 2800-2300 ae)

Les paelles ciclàdiques són objectes de ceràmica trobats en estrats arqueològics del període ciclàdic inicial II de les illes de la mar Egea i de l'hel·làdic inicial I i II de la mar Egea. D'ús discutit, la seua morfologia oscil·la entre el plat, la safata i la paella; és probable que fossen objectes de prestigi. Tenen una decoració molt elaborada. S'han trobat per tota la mar Egea, normalment en tombes, tot i que són troballes funeràries molt rares, aspecte que no ajuda a deduir-ne l'ús.

## Descripció
Aquestes «paelles» tenen un diàmetre de 20-28 cm, vora elevada i mànec. Tota la decoració sol estar-ne a la vora exterior i a la base, bé impresa o incisa. Els mànecs en varien molt, sobretot al continent. Alguns pensen que el terme «mànec» és enganyós, perquè en moltes paelles aquesta part és més aviat decorativa.
Es diferencien dos tipus de «paelles». L'anomenat «tipus Kampos» és del ciclàdic inicial: el costat llis està decorat amb línies incises que emmarquen espirals; el mànec rectangular té un travesser, l'àrea circular principal sol decorar-se amb espirals incises a l'entorn d'una estrela central. L'altre és el «tipus Siros», amb un costat còncau sense decoració i un mànec doble; l'àrea circular principal està ornada amb cercles o espirals concèntrics impresos, sovint amb dibuixos incisos de vaixells o el que se sol interpretar com a genitals femenins.
Els dibuixos habituals de les paelles ciclàdiques inclouen:
- estreles grans amb cercles o bandes a dins
- motius triangulars en fileres
- cercles concèntrics
- motius amb forma de roda
- moltes espirals petites agrupades
- vaixells (amb estendards de peixos)

## Usos proposats de les paelles ciclàdiques
En varien molt, però algunes de les teories més esteses són:
- plats
- utensilis de cuina
- espills
- tambors o instruments de percussió
- objectes religiosos o rituals
- gots de libacions

La interpretació com a «plat» és bastant neutra, perquè un plat pot ser des d'un objecte decoratiu fins a un de religiós. És molt improbable que siguen utensilis de cuina, perquè no hi ha senyals de foc, i perquè normalment es troben en tombes. La interpretació com a «tambor» no és versemblant, perquè un tabalet té forats a l'entorn de la vora per lligar-hi la pell. A més a més, amb el mànec de moltes paelles trobades seria molt difícil per a un intèrpret sostenir el tambor.
És molt més interessant la interpretació com a espills. La seua decoració és compatible amb aquest tipus d'objecte. Els espills metàl·lics prehistòrics tenen sovint la part posterior decorada. La ceràmica no és reflectora, però s'ha suggerit que, farcits d'aigua o d'oli, aquests objectes podrien funcionar com a espill. Un estudi experimental conclogué que el millor reflex s'aconseguia amb oli d'oliva fosc.
La feblesa de l'explicació religiosoritual prové del fet que es tracta del recurs habitual dels vells arqueòlegs per a explicar qualsevol cosa que no és òbvia. Atés, però, que se n'han trobat en un context funerari, tot i que tinguessen un ús quotidià, podrien tenir un significat religiós profund.